# Incidente Lakenheath-Bentwaters
El incidente Lakenheath-Bentwaters fue una serie de detecciones de radar y avistamientos de objetos voladores no identificados, ocurridos sobre bases aéreas del este de Inglaterra la noche del 13 al 14 de agosto de 1956, y presenciados por personal de la Royal Air Force (RAF) y la United States Air Force (USAF). El incidente ha ganado cierta prominencia en la literatura ufológica y en los medios de comunicación populares.
El informe final del Comité Condon, que había concluido que los ovnis eran simples identificaciones erróneas de aeronaves o fenómenos naturales, adoptó, sin embargo, una posición inusual sobre este caso: "En conclusión, aunque las explicaciones convencionales o naturales ciertamente no pueden descartarse, la probabilidad de estas parece baja en este caso y la probabilidad de que al menos un ovni genuino estuviera involucrado parece ser bastante alta". Sin embargo, también se ha argumentado que los incidentes pueden explicarse por falsos ecos de radar y por la identificación errónea de fenómenos astronómicos.

## El incidente
La secuencia de acontecimientos comúnmente citada está registrada en el archivo original del Proyecto Libro Azul de la USAF, posteriormente analizada por el informe del Comité Condon y por el físico atmosférico James E. McDonald.
El incidente comenzó en la base Bentwaters de la RAF, alquilada por la USAF, en Suffolk, la noche del 13 de agosto de 1956. Era una noche seca y muy despejada en la que, según los observadores, se veía una cantidad inusual de estrellas fugaces, asociadas con la lluvia de meteoros Perseidas.
A las 21:30, los operadores del radar de la base rastrearon un objetivo similar al eco de un avión normal que se acercara a la base desde el mar a una velocidad aparente de varios miles de millas por hora. También rastrearon un conjunto de objetivos que se movían lentamente hacia el noreste y que se fusionaron en un solo eco muy grande (con varias veces la fuerza de un B-36) antes salir del alcance yendo hacia el norte, así como otro objetivo rápido que se desplazaba de este a oeste.
Un T-33 del 512° Escuadrón Interceptor de Cazas, tripulado por los tenientes preimeros Charles Metz y Andrew Rowe, recibió instrucciones de investigar los contactos del radar, pero no vieron nada. Desde Bentwaters tampoco se avistaron los objetos en ese momento, salvo por un solo objeto similar a una estrella de color ámbar que posteriormente se estimó que habría sido Marte, entonces bajo en el sureste.
A las 22:55, se detectó un objetivo que se acercaba a Bentwaters desde el este a una velocidad estimada entre 2000 y 4000 mph. Dejó de detectarse al pasar sobre la base (lo que sugiere una posible propagación anómala como fuente del objetivo, aunque los radares terrestres casi siempre tienen un punto ciego encima) y que reapareció hacia el oeste. Sin embargo, mientras pasaba por encima, se observó desde tierra una luz blanca que se movía rápidamente, mientras que el piloto de un C-47, a 4000 pies sobre Bentwaters, informó que una luz similar había pasado por debajo de su avión. En ese momento, Bentwaters alertó a la base de la RAF Lakenheath, propiedad de Estados Unidos, a 40 millas al noroeste, para que buscara los objetivos. El personal de tierra en Lakenheath avistó varios objetos luminosos, incluidos dos que llegaron, cambiaron bruscamente de rumbo y parecieron fusionarse antes de alejarse. El tamaño angular de estos objetos se comparó con el de una pelota de golf vista con el brazo extendido, y se dijo que disminuían hasta alcanzar un tamaño preciso a medida que se alejaban, una observación que parecía descartar un bólido o un meteoro luminoso.
La fase final del incidente fue descrita con cierto detalle por el sargento técnico Forrest Perkins, que era el supervisor de vigilancia del centro de control de tráfico aéreo del radar de Lakenheath, y que escribió directamente al Comité Condon en 1968. Perkins afirmó que dos interceptores De Havilland Venom de la RAF fueron enviados hacia un objetivo de radar cerca de Lakenheath. El piloto del primer Venom hizo contacto, pero luego descubrió que el objetivo maniobraba detrás de él y persiguió a la aeronave por unos 10 minutos pese a que esta había hecho una violenta acción evasiva; Perkins describió al piloto como "preocupado, alterado y también bastante asustado". El segundo Venom tuvo que regresar a la base debido a problemas de motor; Perkins declaró que el objetivo permaneció en sus pantallas por un rato antes de marcharse en dirección norte.

## Investigación del Comité Condon

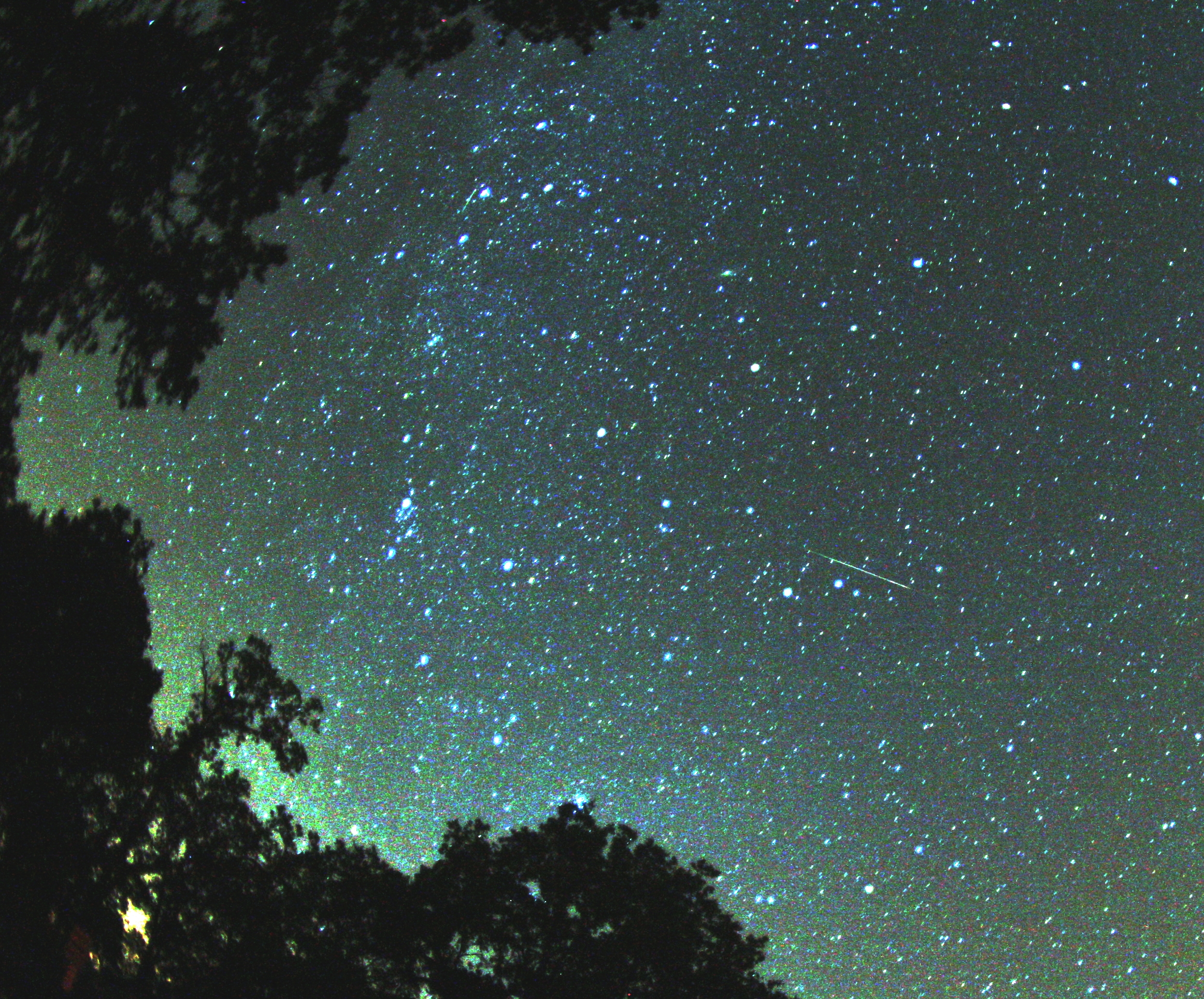
Lluvia de meteoros Perseidas

El Comité Condon incluyó el caso en su análisis en medida como respuesta a la carta de Perkins. Aparte del archivo del Libro Azul, obtuvo un mensaje de teletipo clasificado, transmitido tres días después del incidente desde el grupo de la Base Aérea 3910º del Comando de Defensa Aérea de la Base Aérea Ent; la descripción de hechos en ese mensaje, incluyendo el episodio de la "persecución", coincidía en gran parte con la de Perkins.
Con base en la información disponible, el investigador del Comité (Thayer) consideró que, si bien era posible una propagación anómala, la falta de otros objetivos en los radares en ese momento lo hacía poco probable. Centrándose en la última fase del incidente de Lakenheath, llegó a la notable conclusión de que "este es el caso más desconcertante e inusual en los archivos visuales y de radar. El comportamiento aparentemente racional e inteligente del ovni sugiere un dispositivo mecánico de origen desconocido". como la explicación más probable de este avistamiento."
Sin embargo, el periodista de aviación Philip J. Klass, escéptico respecto a los ovnis, concluyó que el incidente podría explicarse como una combinación de falsos datos de gooradar y percepciones erróneas de los meteoros de la lluvia de las Perseidas.

## Relato de Freddie Wimbledon y más testigos civiles
Surgió poca información sobre el caso hasta finales de la década de 1970, cuando un artículo en el Daily Express y otro posterior del astrónomo Ian Ridpath en el Sunday Times produjeron más testigos. El teniente de vuelo Freddie Wimbledon escribió al Sunday Times el 19 de marzo de 1978 refutando la declaración de Ridpath de que Klass había explicado efectivamente el incidente.
Wimbledon había sido el controlador de radar de guardia en la base Neatishead de la RAF al momento de los avistamientos. Mientras su relato de los acontecimientos concordaba con el de Perkins en algunos detalles, incluyendo la descripción de la persecución del avión por el objeto, declaraba que de hecho había sido su equipo el que envió los dos Venoms a interceptarlo y que el personal estadounidense de Lakenheath solo había estado 'escuchando'. Wimbledon discrepó del análisis de Klass, recordando que el incidente involucró un eco de radar sólido rastreado por tres radares en tierra y uno en el avión interceptor.
El interés de la prensa por el caso en 1978 también hizo que un tal John Killock escribiese una carta al Daily Express en la que afirmaba haber visto, en agosto de 1956, una sola luz blanca que viajaba rápidamente en Ely, junto a un Venom, y posteriormente un extraño grupo de luces amarillentas.

## Investigación reciente
Cuatro investigadores forteanos británicos, el Dr. David Clarke, Andy Roberts, Martin Shough y Jenny Randles, han realizado desde entonces un estudio según el cual el o los incidente/s, fueron mucho más complejos de lo que sugería el Informe Condon.
Lo más relevante: se localizó y entrevistó a los tripulantes originalmente involucrados en el incidente, los oficiales de vuelo David Chambers y John Brady del primer avión y los oficiales de vuelo Ian Fraser-Ker e Ivan Logan del segundo. Todos las tripulantes involucrados volaron con el Escuadrón 23 de la base Waterbeach de la RAF y se les ordenó despegar a las 02:00 y a las 02:40 del 14 de agosto, alrededor de dos horas después de que Wimbledon y Perkins afirmaran que ocurrieron las intercepciones.
En contraste con los reportes de teletipo originales y clasificados y los relatos de Wimbledon y Perkins, los pilotos afirmaron que los contactos de radar fueron poco impresionantes y que no había ocurrido ninguna 'persecución de cola' ni ninguna acción por parte del objetivo. También afirmaron que no hubo avistamientos. El primer piloto, Chambers, comentó que "mi sensación es que no hubo nada allí, que fue algún tipo de error", mientras que Ivan Logan, el segundo piloto de los Venom, afirmó que "todo lo que vimos fue un punto luminoso en el radar que más bien indicaba un objetivo estacionario". En ese momento el Escuadrón 23 consideró que el contacto de radar había sido, en todo caso, globo meteorológico.
Para sumar más a la naturaleza contradictoria de los relatos recabados, se rastreó a los otros pilotos de los Venom que habían sido enviados más temprano aquella noche. A los oficiales de vuelo Leslie Arthur y Grahame Scofield no se les informó de la naturaleza de su objetivo y se vieron obligados a regresar a la base tras fallarles los tanques de combustible de la punta del ala; Scofield recordó haber escuchado las comunicaciones radiales de los pilotos interceptores mientras regresaba a Waterbeach más tarde aquella noche. El relato de Scofield sobre las transmisiones de radio que escuchó coincidía, de manera desconcertante, con los de Wimbledon y Perkins, aunque se identificó con seguridad a los pilotos como Chambers / Brady y Fraser-Ker / Logan. Se consideró que el tiempo y la ruta de vuelo de Scofield podría explicar de manera convincente el avistamiento de un Venom en Ely por parte del civil Killock, que había afirmado haber visto luces anómalas. 
La nueva investigación también reveló que el oficial al mando del escuadrón 23, el "Wing Commander" (posterior "Air Commodore") A. N. Davis, también había sido desviado para investigar los ecos del radar mientras volaba un Venom de la base Coltishall de la RAF. Como la interceptación habría ocurrido al mismo tiempo que la descrita por Wimbledon y Perkins, se ha sugerido que Davis y otro piloto eran los dos descritos en sus relatos.